# Parectropis
Parectropis är ett släkte av fjärilar som beskrevs av Rikio Sato 1980. Parectropis ingår i familjen mätare, Geometridae.

## Dottertaxa tillParectropis, i alfabetisk ordning[1][2]
- Parectropis aemula Krüger, 2009
- Parectropis atelomeres (Prout, 1922)
- Parectropis conspurcata (Walker, 1866)
- Parectropis cyclophora (Hampson, 1902)
- Parectropis disjuncticilia (Herbulot, 1991)
- Parectropis euthystrophion (Wehrli, 1943)
- Parectropis fansipana Sato, 2006
- Parectropis ignota Sato, 1995
- Parectropis manoana Sato, 2020
- Parectropis nepalensis Sato, 1994
- Parectropis nigrosparsa (Wileman & South, 1917)
- Parectropis paracyclophora Sato & Wang, 2006
- Parectropis rotundipennis Krüger, 2009
- Parectropis siamensis Sato, 1996
- Parectropis similaria (Hufnagel, 1767), Grågul lavmätare

- Parectropis similaria grisescens Djakonov, 1926
- Parectropis similaria japonica Sato, 1980
- Parectropis similaria obscurior Staudinger, 1897
- Parectropis similaria similaria (Hufnagel, 1767)

- Parectropis subflava (Bastelberger, 1909)
- Parectropis watabikii Sato, 2017
- Parectropis yoshimatsui Sato, 2017

## Bildgalleri

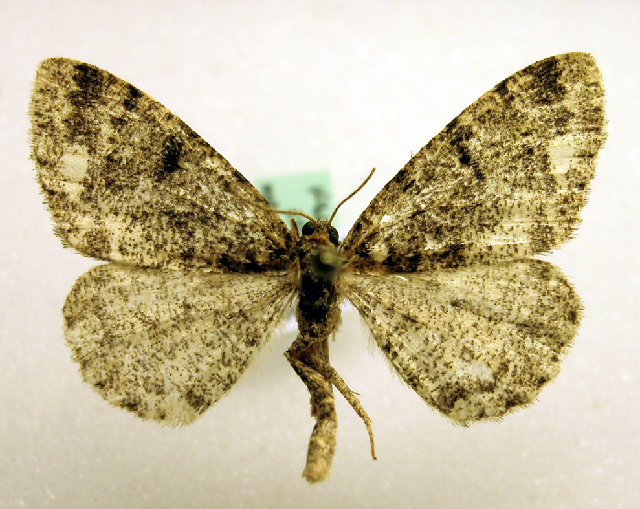
Grågul lavmätare, Parectropis similaria
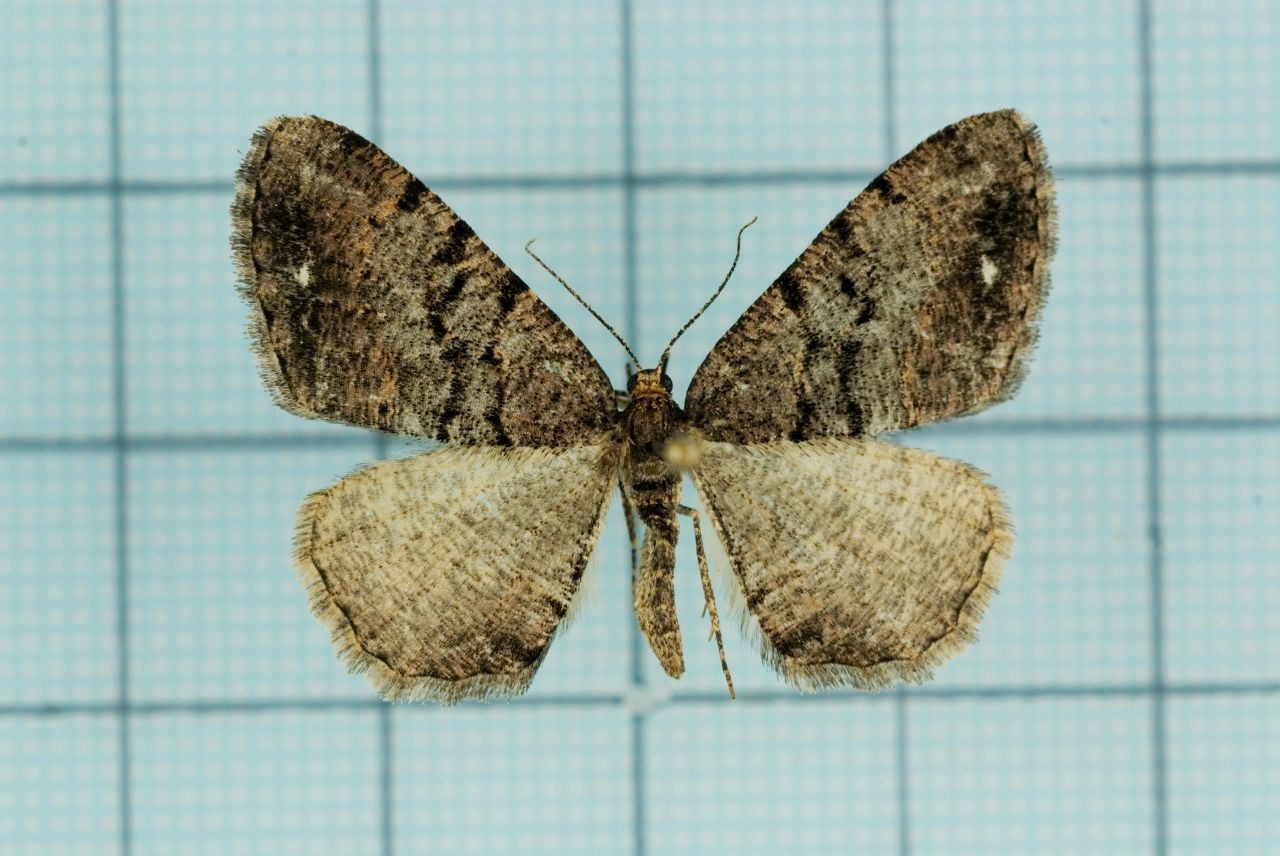
Parectropis subflava